# 安陽仁波切

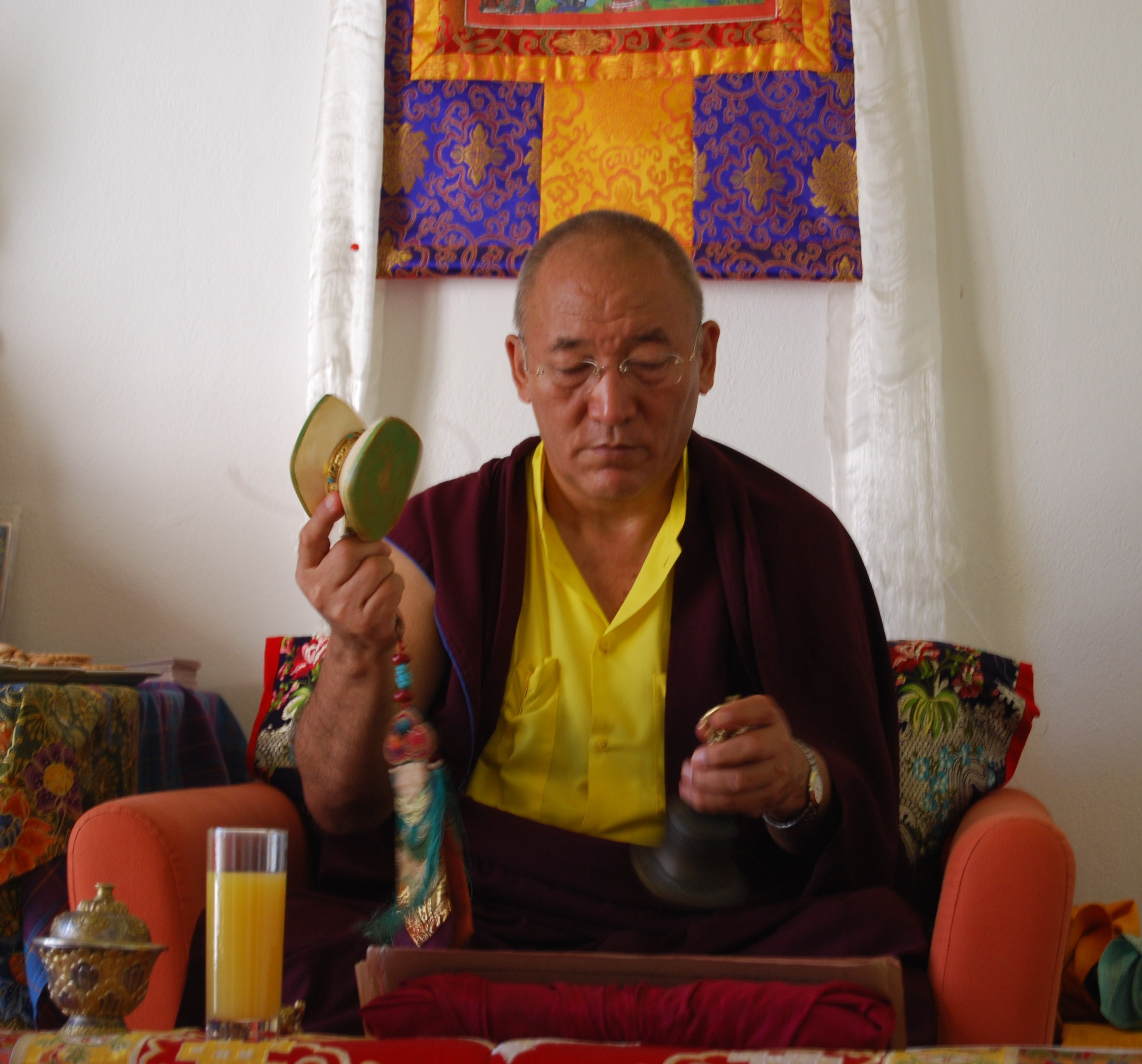
安陽仁波切

法尊安陽仁波切（藏語：ཆོས་རྗེ་ཨཱཿདབྱངས་རིན་པོ་ཆེ།，THL：Chöjé Ahyang Rinpoché；英文：His Eminence Choeje Ayang Rinpoche），亦譯作阿陽仁波切，出生於東藏的一個遊牧家庭，由其根本上師——噶瑪噶舉派第十六世大寶法王及多位具格上師們所共同認證。仁波切不僅持有直貢噶舉派及寧瑪派的頗瓦法（藏語：འཕོ་བ་，威利转写：'pho ba，THL：phowa；意義為「遷識」）傳承，亦是當今世界著名的頗瓦法大師。
安陽仁波切在1959年離開藏地後於印度定居，首先在藏人難民為數眾多的南印度白拉庫培建立了他的寺廟，而後於1986年在美國成立了Amitabha Foundation（即「阿彌陀佛基金會」），接著陸續在世界各地成立分會，包括德國、加拿大、香港、台灣、澳洲及法國等地。近年來亦在尼泊爾和印度菩提迦耶成立了閉關中心。仁波切在其出身地，為一所歷時四百多年安陽寺的住持，目前寺廟正在持續地重建中。
至今，安陽仁波切除了每年一月定期在印度聖地菩提迦耶傳授頗瓦法，其弘法行程廣佈於世界各國，如美國、加拿大、墨西哥、法國、德國、瑞士、丹麥、東歐、俄羅斯、澳洲、日本、台灣、香港、不丹及錫金等。

## 金剛乘教授
仁波切於世界各地給予金剛乘課程教授，包括了菩提迦耶、香港、台北、澳洲雪梨、美國加州聖荷西、加拿大多倫多、法國巴黎等地。除了著名的頗瓦法課程之外，他也教授其他金剛乘課程，包括但不限於：
- 三殊勝課程
- 高階金剛薩埵課程：仁珍才旺諾布（Rigdzin Tsewang Norbu）之智慧伏藏[1][2]
- 阿彌陀佛十乘續課程：大伏藏師南卻（天法）·明就·多傑（Namchö Mingyur Dorje）巖藏傳承[3]
- 心之本性直指課程[4]
- 文武百尊灌頂教學[5]等。

頗瓦法課程綱要：
- 阿彌陀佛灌頂
- 寧瑪頗瓦口傳、指導與練習
- 直貢頗瓦口傳、指導與練習
- 金剛薩埵觀想與練習
- 阿彌陀佛觀想
- 天法阿彌陀佛修行短軌練習
- 三精良（三殊勝）教授
- 為亡者修頗瓦法之教授
- 自身臨命終修頗瓦法之教授
- 密勒日巴薈供（英语：Tsog）
- 阿彌陀佛薈供

## 外部連結
- 安陽仁波切 官網（页面存档备份，存于）
- 安陽仁波切 美國（页面存档备份，存于）
- 安陽仁波切 澳洲（页面存档备份，存于）
- 安陽仁波切 香港（页面存档备份，存于）
- 安陽仁波切香港銅鑼灣富豪酒店 頗瓦法佛學講座全記錄
- 有關破哇法